# James Cotter
James Cotter (* etwa 1982 in Christchurch) ist ein ehemaliger Triathlet aus Neuseeland, der später für die Vereinigten Staaten startete.

## Werdegang
James Cotter wurde in Neuseeland geboren und wuchs auf Hawaii auf, wo sein Vater beruflich tätig war.

Er startete im Jahr 2000 bei seinem ersten Triathlon und wurde 2001 als 19-Jähriger Dritter in seiner Altersgruppe im Ironman Hawaii (Ironman World Championships).
Seit 2003 war er als Profi-Triathlet aktiv und seit 2011 tritt er nicht mehr international in Erscheinung.
Er lebt mit seiner Frau  in Austin.

## Sportliche Erfolge
| Datum/Jahr    | Rang | Wettbewerb                      | Austragungsort       | Zeit     | Bemerkung                                            |
| ------------- | ---- | ------------------------------- | -------------------- | -------- | ---------------------------------------------------- |
| 21. Aug. 2011 | 4    | Ironman 70.3 Timberman          | New Hampshire        | 04:10:20 | [ 3 ]                                                |
| 26. Sep. 2010 | 22   | Ironman 70.3 Augusta            | Augusta              | 04:17:08 |                                                      |
| 19. Sep. 2010 | 4    | Ironman 70.3 Branson            | Branson              | 04:14:36 |                                                      |
| 15. Aug. 2010 | 4    | Ironman 70.3 Lake Stevens       | Washington           | 04:00:55 |                                                      |
| 31. Juli 2010 | 1    | Steelhead Ironman 70.3          | Benton Harbor        | 03:53:19 | Sieger in Michigan                                   |
| 18. Juli 2010 | 2    | Vineman Ironman 70.3            | Sonoma County        | 04:02:39 | [ 5 ]                                                |
| 27. Juni 2010 | 5    | Ironman 70.3 Buffalo Springs    | Lubbock              | 04:05:21 | [ 6 ]                                                |
| 13. Juni 2010 | 2    | Eagleman Ironman 70.3           | Cambridge (Maryland) |          | Zweiter hinter Terenzo Bozzone                       |
| 2. Aug. 2009  | 7    | Ironman 70.3 Calgary            | Calgary              | 04:10:03 | [ 7 ] [ 8 ]                                          |
| 11. Nov. 2006 | 8    | Ironman 70.3 World Championship | Clearwater           | 03:56:16 | [ 9 ]                                                |
| 3. Juni 2006  | 3    | Ironman 70.3 Hawaii             | Hawaii               | 04:11:16 | 1,9 km Schwimmen, 90 km Radfahren und 21,1 km Laufen |
| 6. Okt. 2001  |      | Ironman Hawaii                  | Hawaii               | 09:44    | mit 19 Jahren Dritter in seiner Altersgruppe         |

(DNF – Did Not Finish)